# Дормілон рудоголовий
Дорміло́н рудоголовий (Muscisaxicola juninensis) — вид горобцеподібних птахів родини тиранових (Tyrannidae). Мешкає в Патагонії і Андах.

## Поширення і екологія
Рудоголові дормілони мешкають в центральному і південному Перу (від Анкашу до Пуно і Такни), на південному заході Болівії (від Ла-Паса до Потосі), на півночі Чилі (Тарапака) та на північому заході Аргентини (Жужуй, Сальта, Катамарка, Тукуман). Вони живуть серед скель, на високогірних луках пуна, на болотах, поблизу озер і річок. Зустрічаються на висоті від 3200 до 5000 м над рівнем моря, поодинці або парами, іноді невеликими зграйками. Живляться комахами.